# Eristalinus aequalis
Eristalinus aequalis är en tvåvingeart som först beskrevs av Adams 1905.  Eristalinus aequalis ingår i släktet slamflugor, och familjen blomflugor.
Artens utbredningsområde är Zimbabwe. Inga underarter finns listade i Catalogue of Life.